# San Bonaventura al Palatino
San Bonaventura al Palatino ou Igreja de São Boaventura no Palatino é uma pequena igreja de Roma do século XVII construída no Monte Palatino, no rione Campitelli. Ela era a igreja de um mosteiro franciscano construído pelo cardeal Francesco Barberini a pedido do beato Boaventura de Barcelona em 1689.

## História
O mosteiro foi construído no mesmo local do castelo divisório (o ponto final) de um ramo do aqueduto romano Água Cláudia, construído pelo imperador Domiciano para incrementar o suprimento de água no complexo imperial no Palatino. Restos deste aqueduto ainda existem no vale atravessado pela Via di San Gregorio.
Em 1552, já existia interesse suficiente sobre as antigas ruínas do Palatino para atrair o interesse de Pirro Ligorio, que examinou e registrou o local. As ruínas do castelo divisório ainda eram consideráveis na época, mas foram quase completamente removidas para abrir espaço para o mosteiro. Porém, acredita-se que o refeitório do convento ocupe a antiga cisterna romana.
Em 1849, o complexo passou por uma grande reforma, que mudou a distribuição dos edifícios do mosteiro e deu à igreja sua aparência atual. A porção sul do convento foi demolida e a área foi entregue aos arqueólogos. A igreja recebeu um novo teto abobadado e uma grande janela foi recortada na fachada para melhorar a iluminação interna. A obra foi paga por Carlo e Alessandro Torlonia.
Em 1873, depois da unificação da Itália, o mosteiro foi confiscado pelo governo italiano, um destino similar ao de quase todas as casas monásticas de Roma. Os frades receberam permissão de alugar a igreja e umas poucas salas, mas o resto do complexo foi utilizado para abrigar operários imigrantes que trabalhavam nas diversas obras da cidade. Afortunadamente, o mosteiro sobreviveu à campanha, no início do século XX, liderada por arqueólogos nacionalistas que queriam demoli-lo para escavar o local. 
A igreja continua até hoje sob os cuidados da Ordem Terceira de São Francisco.

## Arquitetura
A fachada tem uma única porta, acima da qual está uma estátua de São Boaventura, abrigada num nicho de topo arredondado. Acima dela está uma luneta decorada com vitrais. De ambos os lados da porta estão duas estações da cruz. 
Na curta nave estão duas capelas de cada lado, inseridas em rasos nichos arqueados assentados sobre colunas dóricas. A abóbada do teto, do século XIX, está decorada com caixotões num padrão geométrico (pequenos quadrados cercando grandes retângulos) pintado de branco e cinza escuro. Ela está assentada sobre um entablamento incompleto (não há uma arquitrave) que percorre cada um dos lados da nave. Sobre a porta está uma grande luneta decorada com vitrais modernos ("São Leonardo de Porto Maurício venerado por Anjos" e uma imagem do Coliseu).

## Galeria

Imagens da igreja
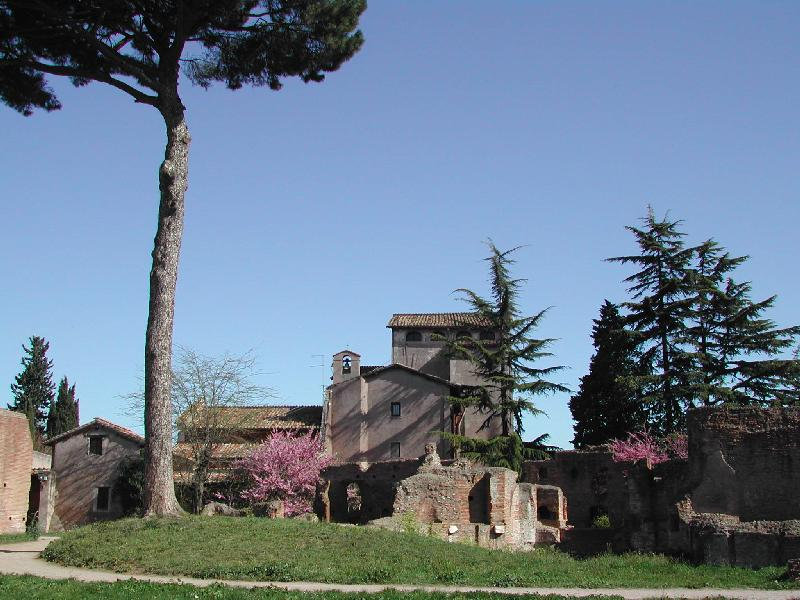
Vista do complexo.
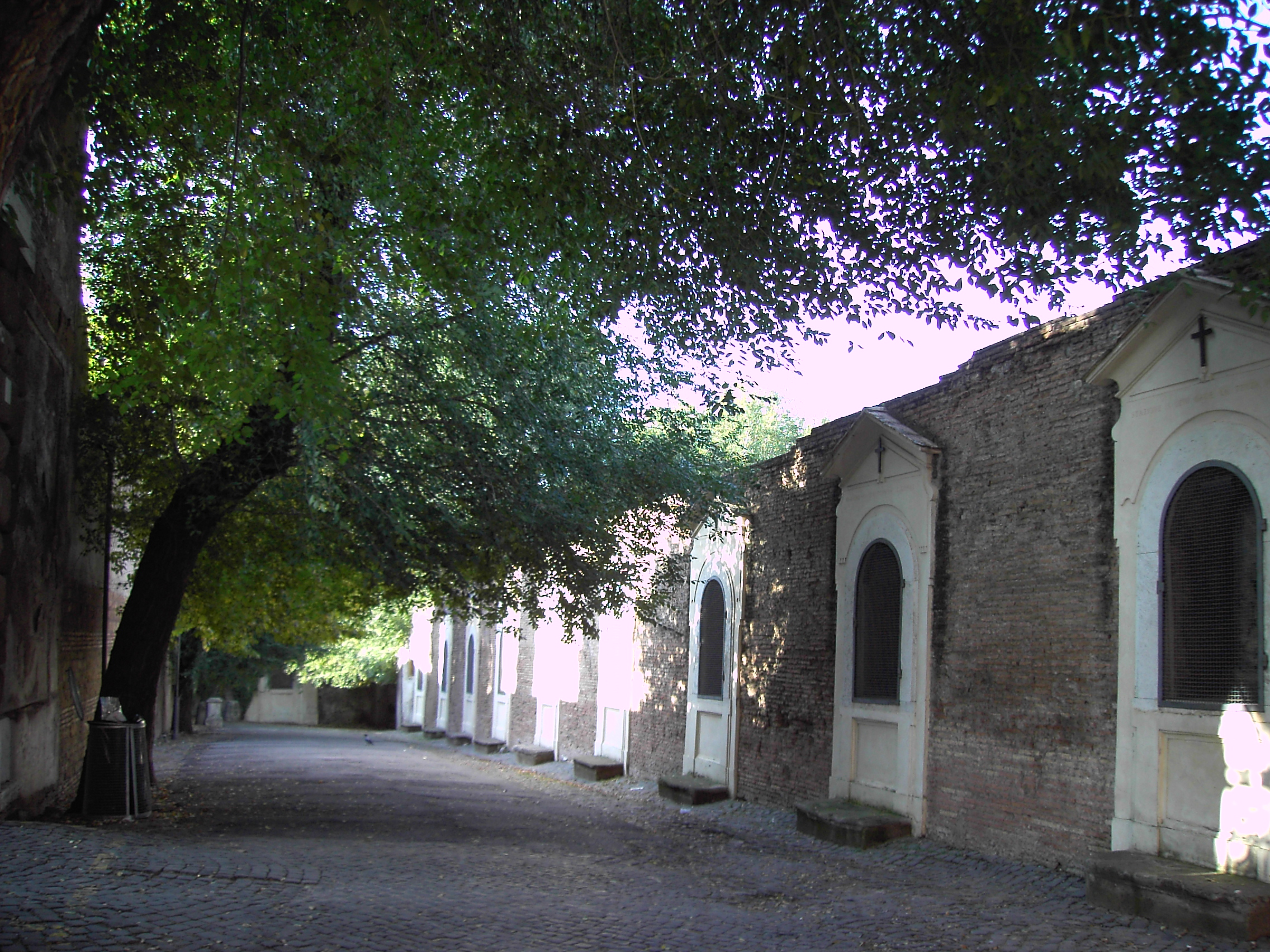
As antigas estações da cruz de San Bonaventura.
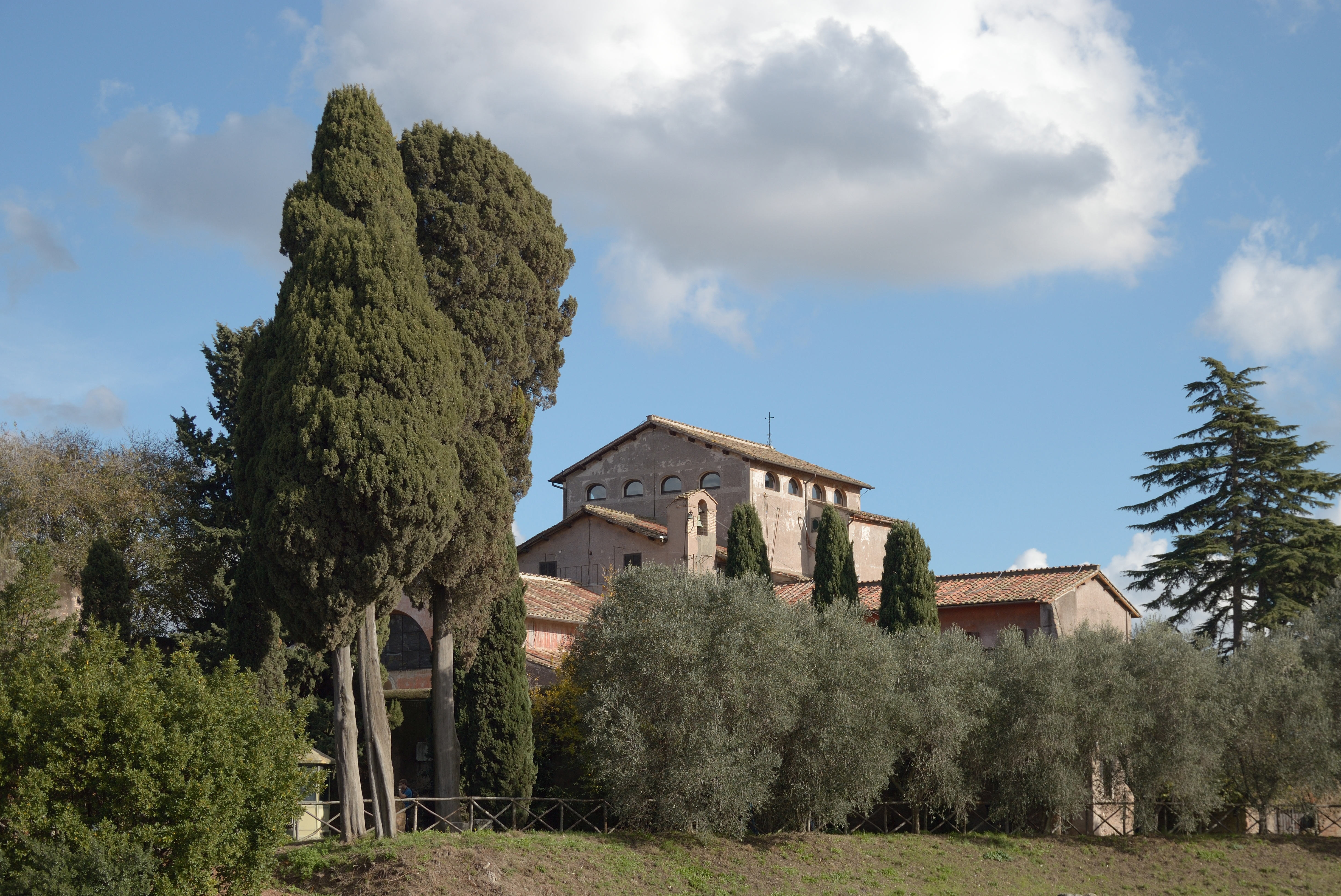
Outra vista.
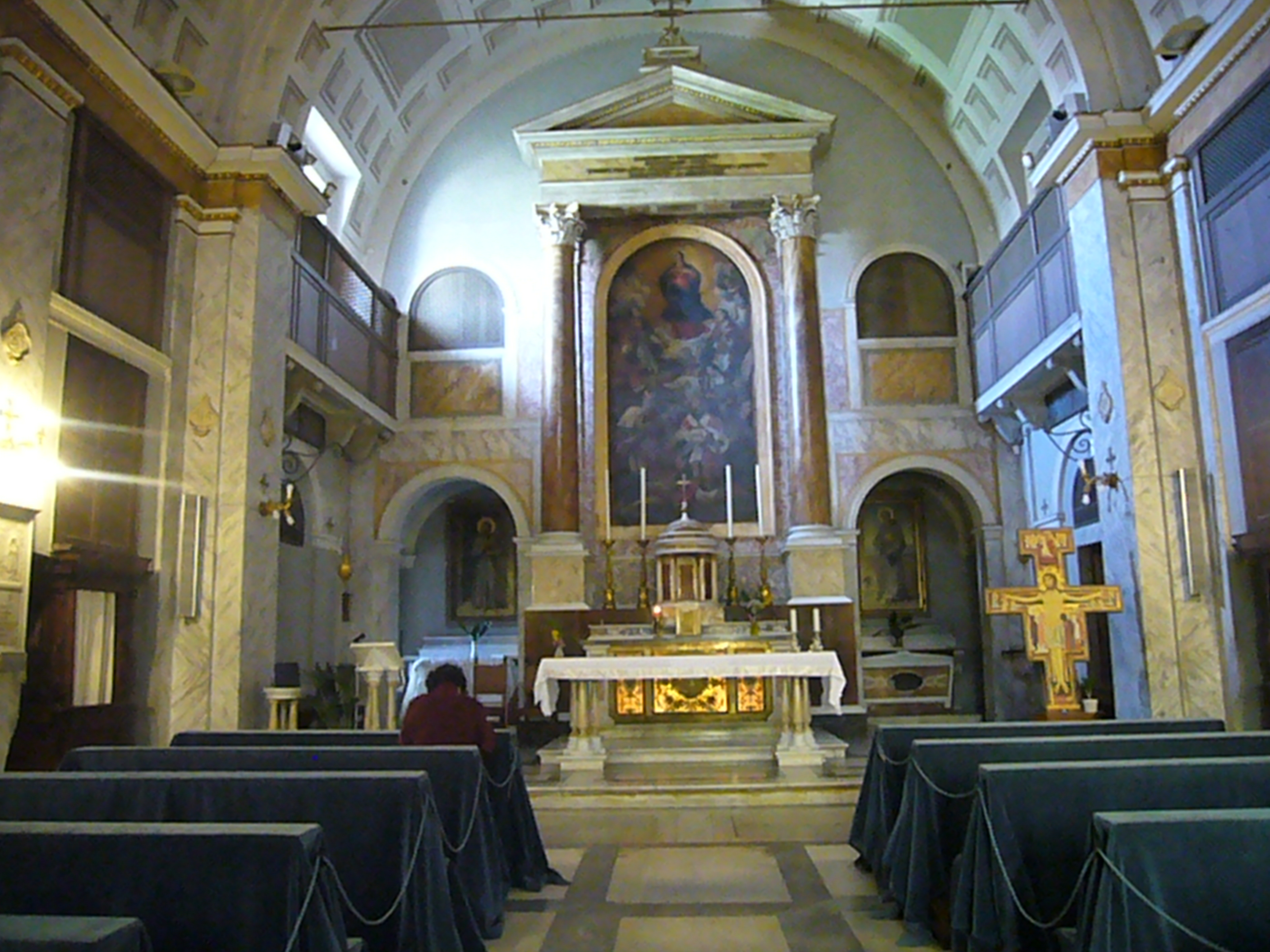
Interior.
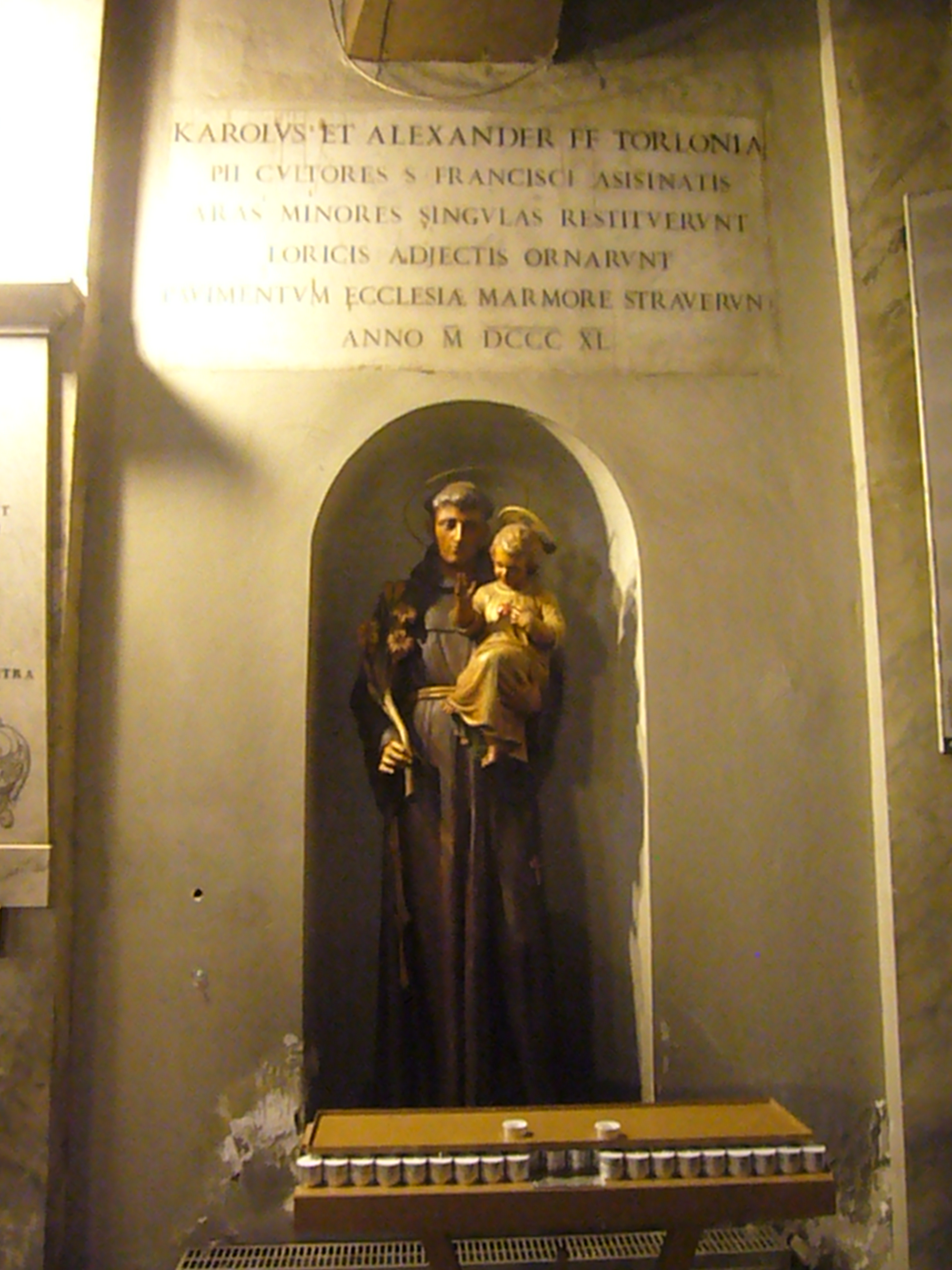
Estátua de Santo Antônio de Lisboa e a placa comemorando a reforma dos irmãos Torlonia.